# إمبراطورية

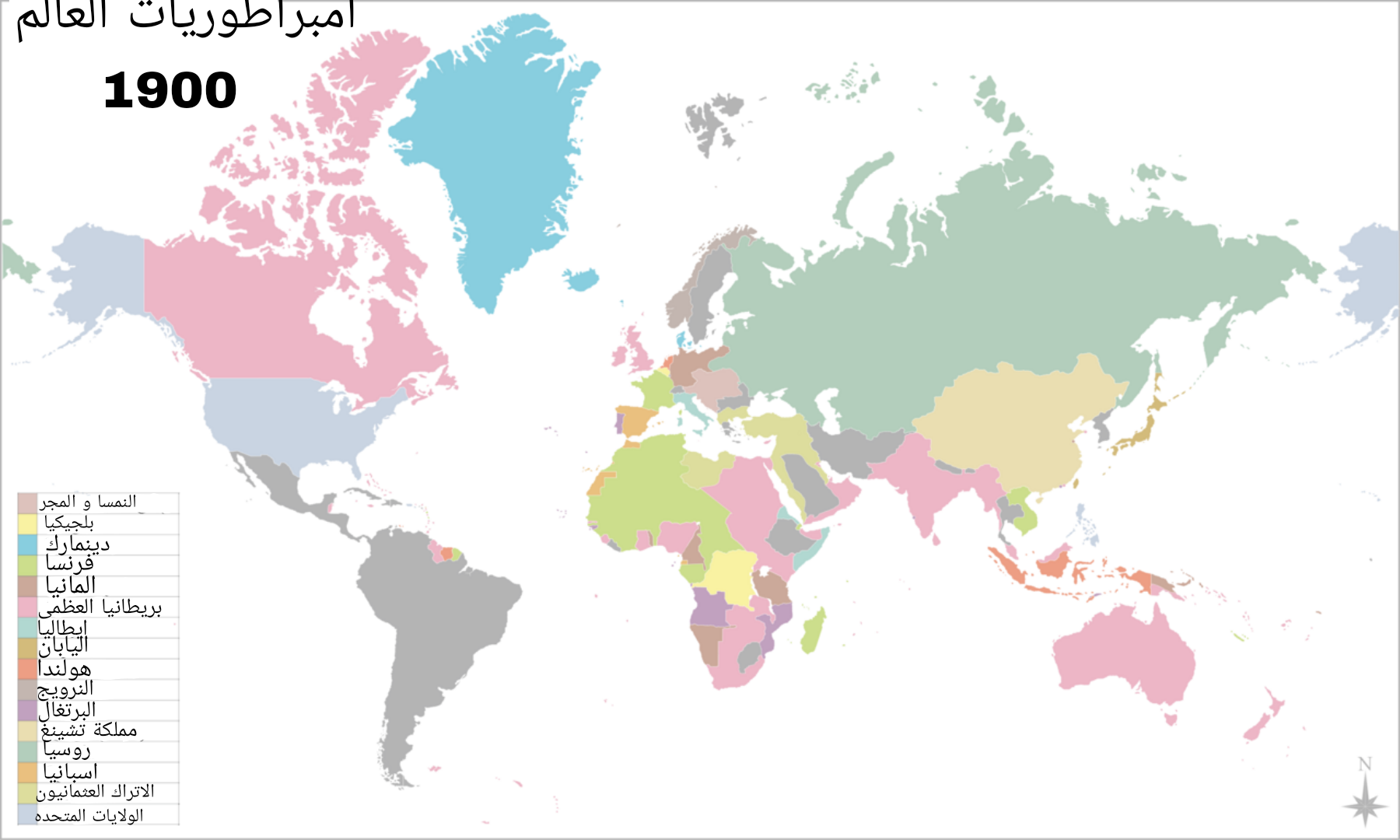
الاستعمار والإمبريالية في عام 1900

مصطلح الإمْبِرَاطُورِيّة (باللاتينية: Imperium) وتعني السلطة أو القوة. وسياسياً، الإمبراطورية هي مجموعة كبيرة من الدول والأقاليم والشعوب التي وُحِّدت وحُكِمت من قبل عاهل (إمبراطور) أو حكومة أوليغاركية.
إن البنية السياسية للـ إمبراطورية تُؤسّس وتقام بطريقيتين: (1) كـ إمبراطورية اقاليمية (أي مبنية على الأقاليم) وهي ناتجة عن الإخضاع والسيطرة المباشرة باستخدام القوة (عبر القوة المباشرة أو العمليات الميدانية على الأرض لفرض إرادة الإمبراطور)، و(2) كـ إمبراطورية مهيمنة وهي ناتجة عن سيطرة غير مباشرة باستخدام النفوذ والتأثير (عبر الإيحاء بإمكانية الإمبراطور ان يفرض أهدافه المأمولة عبر القوة المباشرة). والنوع الأول من النوعين يؤمّن للإمبراطورية النفوذ السياسي الأقوى والمغانم الأكبر، لكنّه يحد من قدرتها على المواصلة في التوسع ذلك أن الإمبراطورية ستضطر إلى ربط قواها العسكرية بالحاميات الثابتة لاحتلال الإقليم المسيطر عليه حديثاً. أما النوع الثاني فإنه يؤمن المغانم الأقل والسيطرة الأقل على الإقليم المنضم، لكنه يعفي الإمبراطورية من إبقاء حاميات الجيش فتكون جاهزةً للمزيد من التوسع العسكري.
وقد نزعت الإمبراطوريات عادة لأن تكون ضمن مساحات جغرافية متصلة أو ما يُعبّر عنه بالفضاء المتصل (الإمبراطورية المغولية والإمبراطورية الميدية). وهو خلاف الفضاء غير المتصل الذي تميزت به الإمبراطوريات البحرية ذات البراري والجزر المنفصلة والمتناثرة عبر مساحات جغرافية متباعدة (الإمبراطورية الأثينية والإمبراطورية البريطانية).

## تعريفها
الإمبراطورية هي دولة مؤلفة من سيادة سياسية-عسكرية على قاعدة سكانية تختلف من حيث المنظومة الثقافية والعرق للطبقة الحاكمة. وهي تختلف عن الحكومة الفدرالية، التي تنتج عنها دولة كبرى متألفة من مجموعة واسعة من الدول والشعوب المستقلة التي سعت لأن تتوحد بهذه الطريقة.
وما يؤسس الإمبراطورية من الناحية العملية والسياسية هو موضع خلاف وجدل واسع بين المتخصّصين. فقد تكون دولة تعمد السياسات الإمبريالية، أو قد تتخذ لها بنية سياسية معينة. وعادة ما تُبنى الإمبراطوريات من عدة عناصر مجتمعة. ومن بين هذه العناصر هي، التنوع العرقي والوطني والثقافي والديني.
وتكون الإمبراطورية في بعض الأحيان ذات مبنىً دلالي صرف، عندما يأخذ الحاكم صفة الإمبراطور على سبيل المثال. وبذلك فإن دولة هذا الحاكم تصبح بشكل منطقي إمبراطورية، رغم عدم احتلالها لأي أقاليم متمايزة سواءً بسيطرة القوة أو بسيطرة النفوذ، كما هو حاصل في إمبراطورية أفريقيا الوسطى أو الإمبراطورية الكورية المتؤسسة في عام 1897 -والتي لم تكن تملك أية أقاليم متمايزة عنها- وكانت على شفير الاحتلال من قبل الإمبراطورية اليابانية، وهي آخر من تبنت هذه الصفة رسمياً. وكانت من أواخر هذا النوع من الإمبراطوريات في القرن العشرين هي إمبراطورية أفريقيا الوسطى وإثيوبيا وفيتنام ومانشوكو والإمبراطورية الألمانية وكوريا.

## تاريخ الإمبراطوريات والإمبريالية

### الإمبراطوريات الأولى
أنشئ الأكاديون أول إمبراطورية في عهد ملكهم سرجون العظيم حوالي 2400 سنة قبل الميلاد. وفي القرن الخامس عشر قبل الميلاد، أنشأ تحتمس الثالث إمبراطورية لمملكة مصر القديمة شملت الشرق الأدنى القديم والنوبة.
-
-
-
-
-
-

### إمبراطوريات فترة قبل الميلاد
أشهرها من هذه الفترة هي الإمبراطورية الرومانية وإمبراطورية الهان الصينية
-
-
-
-
-
-
-
-
-
-

### إمبراطوريات فترة بعدالميلاد
أشهرها من هذه الفترة هي دولة الخلفاء الراشدين وامارة أجوران في القرن الخامس عشر على الساحل الشرقي من أفريقيا إمبراطورية المغول في القرن الثالث عشر.
-
-
-
-
-
-
-
-
-
-

### إمبراطوريات العالم الجديد
القوى الأوروبية المتصارعة على القارتين الأمريكيتين بعد اكتشافهما.